# أنطونيو براينت
أنطونيو براينت (بالإنجليزية: Antonio Bryant)‏ هو لاعب كرة قدم أمريكية أمريكي، ولد في 9 مارس 1981 في ميامي في الولايات المتحدة.

## وصلات خارجية
- أنطونيو براينت على موقع مرجع كرة القدم المحترفة.كوم (الإنجليزية)